# (27087) Tillmannmohr
(27087) Tillmannmohr (1998 UA15) – planetoida z pasa głównego asteroid okrążająca Słońce w ciągu 3,69 lat w średniej odległości 2,39 j.a. Odkryta 24 października 1998 roku.